# 张晓光 (1964年)
张晓光（1964年7月—），陕西礼泉人，中共党员，中华人民共和国政治人物。

## 生平
2019年出任陕西省发展和改革委员会主任，2022年8月，转任中共榆林市委书记，榆林军分区党委第一书记。2023年1月，当选为陕西省政协副主席。2024年12月，不再兼任中共榆林市委书记。